# Tiny en Lau
Tiny en Lau waren Nederlandse internetpersoonlijkheden uit Rotterdam-Overschie die landelijke bekendheid kregen via televisie en  YouTube.

## Achtergrond
Het duo bestond uit het echtpaar Christina (Tiny) Schroeter-Vissenberg (Den Haag, 1 maart 1941 - Rotterdam, 20 februari 2020) en Lourens Albert Wilhelm (Lau) Schroeter (Rotterdam, 14 januari 1940 - aldaar, 4 maart 2019).
Een scène uit 2007 van de documentaire Nooddorp/Indianendorp van documentairemaker Roy Dames, die werd uitgezonden op SBS6, werd geüpload op YouTube en het duo kreeg daarmee veel bekendheid. In het filmpje is te zien dat Lau met veel moeite vloekend en tierend de kerstversieringen aan het ophangen is en hij meermaals het woord "kerssemus" zegt. In 2009 verscheen er ook een carnavalslied, getiteld Lekkere Lau. De muziek en productie van dit nummer was uit handen van Kees Tel en Maurice Huismans. Begin 2018 leed Lau aan dementie waardoor hij moest verhuizen naar een verpleeghuis. Een jaar later overleed hij op 79-jarige leeftijd. In 2020 kwam Tiny Schroeter te overlijden. Zij werd 78 jaar.